# Basisgruppe Theater-, Film- und Medienwissenschaft
Die Basisgruppe Theater-, Film- und Medienwissenschaft (kurz: bagru thewi, bis 2007 Basisgruppe Theaterwissenschaft, davor zeitweise auch Institutsgruppe Theaterwissenschaft) ist neben dem Roten Börsenkrach eine der ältesten Basisgruppen an der Universität Wien. Seit Mitte der 1970er-Jahre stellt sie mit wenigen Unterbrechungen die Studienvertretung am Institut für Theater-, Film- und Medienwissenschaft, das sich seit 1943 in der Wiener Hofburg befindet.
Teile der Studienvertretung waren 1977 an der von der Bewegung 2. Juni durchgeführten Entführung des Industriellen Walter Palmers beteiligt. Die Entführung konnte nach Zahlung von Lösegeld unblutig beendet werden. Thomas Gratt wurde in diesem Zusammenhang zu einer fünfzehnjährigen Gefängnisstrafe verurteilt.
Die Basisgruppe setzte sich bereits zu Lebzeiten der Institutsgründer Heinz Kindermann und Margret Dietrich aktiv mit deren nationalsozialistischer Vergangenheit und den Motivationen für die Institutsgründung in den 1940er Jahren auseinander. Ergebnis der Recherchen war die 1982 veröffentlichte Broschüre "Theaterwissenschaft und Faschismus". 2009 gab die Basisgruppe den Reader "Theaterwissenschaft und Postnazismus" heraus, der sich mit dem Stand der Aufarbeitung, angesichts des im Jahr zuvor begangenen 65-jährigen Gründungsjubiläums des Instituts, beschäftigt.
Bei den Wahlen zur ÖH kandidierten in den vergangenen Jahrzehnten zumeist ausschließlich Aktivisten der Basisgruppe für die Studienvertretung. Bei der ÖH-Wahl 2011 konnten die Kandidaten der Basisgruppe durchschnittlich doppelt so viele Stimmen auf sich vereinigen wie die insgesamt zwei Gegenkandidaten.
Ab 2010 verfügte die Basisgruppe über eigene Räumlichkeiten in der Berggasse 11 in Wien-Alsergrund, die sie für Veranstaltungen sowie die regelmäßigen Plena nutzte. Im Sommer 2013 erfolgte der Umzug in die Universitätsstrasse 5 ("U5"). Die aktuellen Arbeitsschwerpunkte orientieren sich an den insgesamt 13 politischen Grundsätzen der Gruppe. Neben "basisdemokratisch" und "antihierarchisch" zählen dazu Feminismus, Antifaschismus und der Einsatz gegen Antisemitismus, Homophobie und andere Formen von Diskriminierung. Die Gruppe versteht sich als prinzipiell offen und ladet Interessierte ein, sich in das wöchentlich stattfindende Plenum einzubringen.
Zu den ehemaligen Mitgliedern der Basisgruppe Theater-, Film- und Medienwissenschaft zählen die Theatermacherin Gin Müller, der Autor und Kulturwissenschaftler Gerhard Scheit, die Radiomacherin Veronika Weidinger (FM4) sowie zahlreiche spätere Lehrende am Institut für Theater-, Film- und Medienwissenschaft.